# Павлович, Полина Артёмовна
Полина Артёмовна Павлович (31 марта 2010) — российская тяжелоатлетка. Серебряный призёр чемпионата России 2025 года в категории до 64 кг. Мастер спорта России. Победительница Первенства Европы 2025 года. Рекордсмена Европы и России в своей возрастной категории.

## Биография
Родилась 31 марта 2010 года. Спортивную карьеру в тяжёлой атлетике начала в Холмске Сахалинской области. Тренеруется у Максима Шейко.
30 апреля 2025 года спортсменке присвоено звание «Мастер спорта России».
Победительница первенства России в Выборге (2023 год), Оренбурге (2024 год), селе Сукко (2025 год), Южно-Сахалинске (2025 год).
Бронзовый призер первенства мира среди девушек 2025 года, соревнования состоялись в Перу.
Победительница первенства Европы среди девушек до 15 лет 2025 года, турнир прошёл в Мадриде.
В августе 2025 года на чемпионате России в Санкт-Петербурге, Полина завоевала серебряную медаль в категории до 64 кг с результатом 190 кг по сумме двоеборья. В отдельных упражнениях также была второй лишь немного уступив именитой чемпионки Анастасии Анзоровой.

## Основные результаты
| Год  | Соревнования     | Место проведения | Весовая категория | Рывок, кг | Толчок, кг | Сумма, кг | Место |
| ---- | ---------------- | ---------------- | ----------------- | --------- | ---------- | --------- | ----- |
| 2025 | Чемпионат России | Санкт-Петербург  | до 59 кг          | 86        | 104        | 190       | 2     |